# قبة أبو الغضنفر الفائزي
تقع قبة أبو الغضنفر الفائزي (أثر رقم 3) بحي الجمالية (القاهرة). وقد شيدها أبو الغضنفر أسد الفائزي -وزير الخليفة الفاطمي- كما هو ثابت على اللوحة التأسيسية الرخام المثبتة فوق باب الضريح، في أواخر العصر الأيوبي  ليدفن فيها السيد معاذ بن داوود وذلك بعد نقل رفاته من قرافة السيدة نفيسة. جاء سيدي معاذ إلى مصر مع والده الشريف داود الذي وفد إلى مصر برفقة السيدة نفيسة ابنة الإمام حسن الأنور. وقد اهتم وزارء وخلفاء الدولة الفاطمية ببناء المشاهد والأضرحة لأهل البيت وخاصة أحفاد الامامين الحسن والحسين.
ذكرت القبة في العديد من الكتب التاريخية، فذكرها النجفي في كتابه بحر الأنساب فقال: «هذا القبر مدفون به السيد معاذ الحسنى بآخر شارع الدراسة قريبا من السور الشرقى من آخر أسوار القاهرة». وذكرها السخاوي في كتابه المزارات فقال: «وفي قبلى الأزهر حارة من حارات العبيدية عرفت بالبرقية بسبب أن طائفة من الجند المغاربة نزلوا بها فنسبت إليهم وبها مدرسة على الطريق مكتوب على بابها هذا المشهد مشهد السيد الشريف معاذ بن داود بن محمد بن عمر بن الحسن بن على بن أبى طالب رضى الله تعالى عنه. توفى في ربيع الأول سنة خمس وتسعين ومائتين». وذكرها على باشا مبارك في كتابه الخطط التوفيقية فقال: «هو في حارة البرقية بقرب الدرسة عند رأس الشارع الجديد الواصل إلى تلول البرقية كان أصله مدرسة بنيت على مشهد معاذ بن داود» 
توجد على الرخام المثبتة فوق باب الضريح اللوحة التأسيسية مكتوبة بالخط الكوفي وتتضمن «أمر بإنشاء هذا المشهد المبارك الأمير المعظم الهُمام حُصن الإسلام شرف الأنام مقدم الجيوش عصام الدين سيف أمير المؤمنين أبو الغضنفر أسد الفائزي الصالحي ابتغاء لمرضاة الله وطلباً لما عنده من أجره وثوابه في سنة اثنين وخمسين وخمس مائة رحمة الله عليه»
مساحة القبة ليست كاملة التربيع وقد استطاع واضع التصميم أن يتحاشى مشكلة بناء قبة فوق مبنى غير مربع باستخدام المقرنصات في أركان الغرفة الضريحية مع استخدام النوافذ القنديلية في رقبة القبة ثم بناء قبة مفصّصة فوقها. وقد تم تجديد القبة بالكامل سنة 866 هـ (1461م) في عصر السلطان المملوكي خوشقدم (1461 -1467م) والذي أمر ببناء مسجد على المشهد.
تعد مئذنة مشهد سيدي معاذ المئذنة الفاطمية الوحيدة المتبقية من القرن الثاني عشر الميلادي، وتمثل آخر مرحلة من مراحل تطور المآذن الفاطمية وهي تشبه كثيراً مئذنة مسجد الجيوشي مع اختلاف بسيط هو أنها تخلو من الطبق المربع الثاني.